# Chiesa vetero-cattolica croata
La Chiesa vetero-cattolica croata ((HR)  Starokatolička Hrvatska crkva) fu fondata dopo la prima guerra mondiale da cattolici nazionalisti in Croazia; nel 1924 il primo sinodo elesse vescovo Marc Kalogjerá, canonico di Spalato, e la Chiesa scelse di aderire all'Unione di Utrecht delle Chiese vetero-cattoliche; il 25 febbraio dello stesso anno il vescovo croato fu consacrato dall'Arcivescovo di Utrecht Franciscus Kenninck.
Dopo l'annullamento di alcuni matrimoni religiosi dietro pagamento da parte di Kalogjerá, nel 1933 la Conferenza episcopale vetero-cattolica internazionale (IBK) estromise il vescovo croato dall'Unione di Utrecht, creando uno scisma in cui in una minoranza seguì il vescovo Kalogjerá, mentre la maggioranza rimase in unione con l'Unione di Utrecht. A capo di quest'ultima fazione fu eletto I. Cerovski, il quale morì dopo poco tempo; a succedergli fu scelto Anton Donković, il quale però non ricevette la consacrazione episcopale e morì in un campo di concentramento tedesco nel 1943. Nel 1961 fu eletto vescovo Vilim Huzjak, che fu consacrato dall'Arcivescovo di Utrecht Andreas Rinkel
Durante la seconda guerra mondiale le comunità vetero-cattoliche, un tempo numerose (circa 100) furono quasi completamente eliminate da parte dell'alleanza tra il clero cattolico e lo Stato Ustascia di Ante Pavelić. Dopo la guerra la Chiesa vetero-cattolica croata fondò l'"Unione delle Chiese vetero-cattoliche nella Repubblica socialista federale di Jugoslavia".Nel 1975 la Chiesa è tornata ad essere membro dell'Unione di Utrecht, e nel 1991 ha assunto il nome attuale.
Oggi ci sono parrocchie a Zagabria (due chiese; negli anni trenta del XX secolo esisteva anche un cimitero vetero-cattolico), a Šaptinovci e a Donje Dubrave (Bosnia ed Erzegovina), sotto la giurisdizione di uno dei delegati dell'IBK (attualmente il vescovo emerito austriaco Bernhard Heitz); dopo il vescovo, il rappresentante di grado più elevato di questa Chiesa è Vitomir Burek.
La Chiesa ha un organo giornalistico ufficiale, "Hrvatski Katolicki Glasnik"

## Vescovi
- Marc Kalogjerá 1924 - 1933
- Ivan Cerovski 1933 - ..., vescovo eletto ma mai consacrato
- Anton Donković, vescovo eletto ma mai consacrato
  - Alois Pašek, 1936 - 1946, delegato della Conferenza episcopale vetero-cattolica internazionale
- Vilim Huzjak, 1961 - ...
- Bernhard Heitz ... - 17 giugno 2010, delegato della Conferenza episcopale vetero-cattolica internazionale
- John Ekemenzie Okoro dal 18 giugno 2010, delegato della Conferenza episcopale vetero-cattolica internazionale